# جيف بورنشتاين
جيف بورنشتاين (بالإنجليزية: Jeff Bornstein)‏ هو مسير أعمال أمريكي، ولد في 13 نوفمبر 1965 في لويستون في الولايات المتحدة.